# Platostoma elongatum
Platostoma elongatum là một loài thực vật có hoa trong họ Hoa môi. Loài này được George Bentham miêu tả khoa học đầu tiên năm 1832 dưới danh pháp Geniosporum elongatum. Năm 1997 A.J.Paton chuyển nó sang chi Platostoma.
Loài này là bản địa miền nam Ấn Độ và Sri Lanka.